# Castillo de Sotomayor
El Castillo de Sotomayor es un edificio medieval del siglo XII, lugar de origen y centro de poder de una de los linajes más significativos de la Galicia medieval, los Soutomaior. Está situado en el término pontevedrés de Sotomayor a 15 kilómetros de Pontevedra y a 20 de Vigo. 
Desde mayo de 2018 el castillo alberga un museo que recoge los hitos cronológicos e información sobre distintos momentos históricos del lugar. La fortaleza fue habitada en el siglo XV por el noble conocido como Pedro Madruga quien mejoró sus aspectos defensivos e introdujo novedades para adaptar la fortificación al uso de armas de fuego. Recuperó su esplendor como palacio veraniego a finales del siglo XIX con Antonio Aguilar y Correa, marqués de la Vega de Armijo y marqués de Mos, y su esposa Zenobia Vinyals, quienes realizaron transformaciones de estilo neogótico. A principios del siglo XX heredó el castillo su sobrina María Vinyals, escritora y pionera del feminismo en Galicia. En 1987 se inaugura la última restauración del castillo, adquirido por la Diputación de Pontevedra en 1982 y convertido en museo en mayo de 2018. Desde 2016 es sede de la Escuela de Igualdad María Vinyals.
La finca de 29 hectáreas incluye un jardín botánico de 15,700 m 2 en el que se pueden encontrar 175 especies arbóreas diferentes, algunas de ellas con más de ochocientos años de antigüedad. También destaca la colección de 300 ejemplares camelias de 22 tipos diferentes. En 2012 fue declarado Jardín de Excelencia Internacional por la Sociedad Internacional de la Camelia.

## Situación
El castillo de Sotomayor se encuentra situado en la parroquia de San Salvador de Sotomayor, en el municipio de Sotomayor, perteneciente a la provincia de Pontevedra. 
La fortaleza se encuentra en la cima del Monte Viso, a 119 metros sobre el nivel del mar. Está situada entre las poblaciones de Redondela y Arcade, dominando la unión de los ríos Oitavén y Verdugo, en un lugar clave para el control entre el suroeste y el centro de Galicia, próxima a la histórica localidad de Puente Sampayo conocida por la batalla que tuvo lugar en la Guerra de la Independencia Española. El complejo ocupa 25 hectáreas.

## Historia

### Origen (SigloXII)
El origen de la fortaleza no está muy claro aunque se sitúa en el siglo XII con Paio Méndez Sorrede, señor de Soutomaior, durante la época de Alfonso VII rey de Galicia (1111-1157). La leyenda habla de su fundación en los tiempos anteriores a la llegada de los musulmanes a la península y la historiografía se decanta, a pesar de que no existe evidencia documental que lo corrobore. La primera construcción fue austera fortificación que dominaba el sur del valle del río Verdugo con el nombre de Souto Maior.
El concejo de Sotomayor creció a partir de la actividad del castillo, que en el siglo XV convirtió estas tierras en el núcleo político del sur de Galicia.

### Baja Edad Media

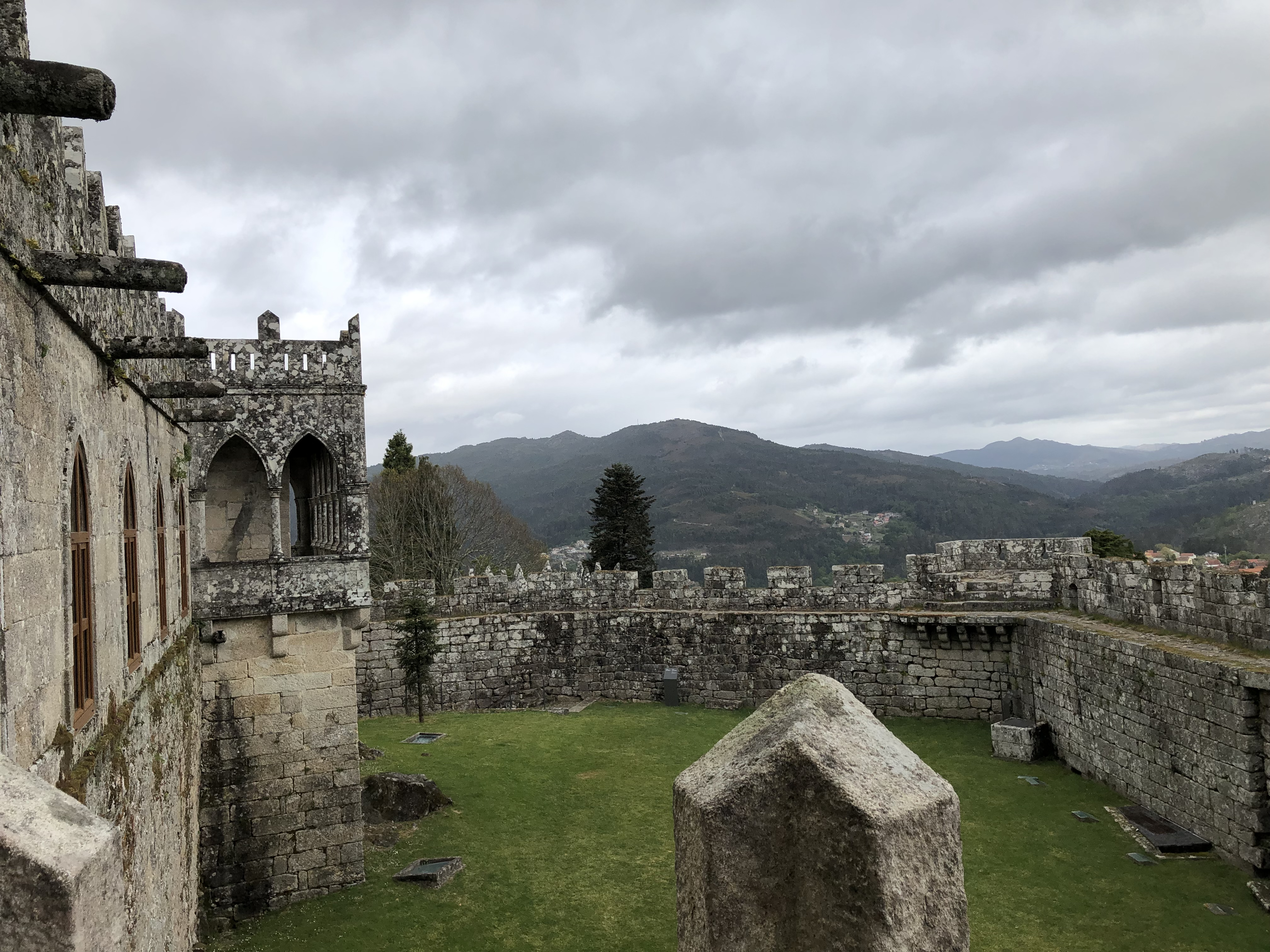
Foso y muralla del castillo de Sotomayor

Desde entonces, los Sotomayor han participado como protagonistas en la mayoría de los eventos políticos y sociales de la época en Galicia como la guerra civil entre Pedro I de Castilla y Enrique II de Castilla, las guerras con Portugal, las revueltas irmandiñas (1467-1469) o los múltiples enfrentamientos entre los obispados de Tuy y Santiago de Compostela y casas nobles gallegas entre sí. 
En el siglo XV Álvaro Páez de Sotomayor, quien falleció defendiendo la ciudad de Tuy de los ataques irmandiños, legó el castillo a su medio hermano Pedro Álvarez de Sotomayor (1430-1486) más conocido por el sobrenombre de Pedro Madruga, uno de los caballeros feudales con más poder en la Galicia medieval a quien se atribuye la introducción de las armas de fuego en el Reino de Galicia, especialmente arcabuces y falconetes. Desde Sotomayor Pedro Madruga dominó gran parte del reino. Reconstruyó y amplió el castillo que había quedado parcialmente destruido durante el alzamiento contra los nobles de la revuelta irmandiña (1467-1469). Construyó también una doble muralla y mejoró sus aspectos defensivos introduciendo novedades para adaptar la fortificación a las armas de fuego implantando troneras para proteger al soldado que disparaba los arcabuces desde el interior del castillo e instalando cañones de bronce en las murallas.
En el calabozo del castillo con un acceso original por un orificio superior estuvo encarcelado entre otros Diego de Muros, obispo de Tuy entre 1472 y 1487.

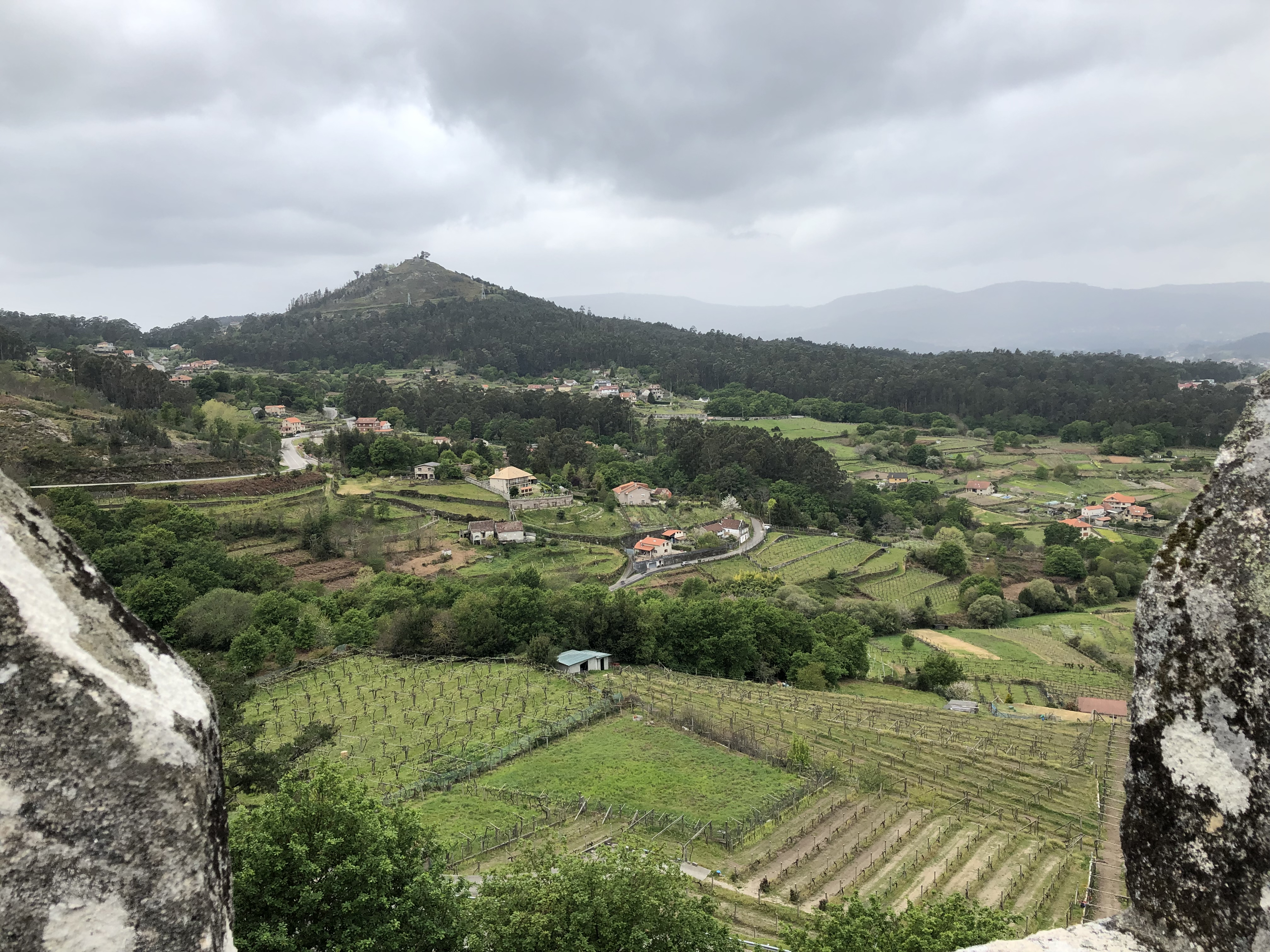
Vistas desde el castillo de Sotomayor (2019)

Cerca del castillo estaba el Castro de Peneda, donde en 1477 el arzobispo de Santiago Alonso II de Fonseca y Ulloa construyeron el castillo de Castrizán para controlar el de Sotomayor, y que cuando regresó del cautiverio en Castilla, Pedro Madruga conquistó y demolió, ocupando su lugar en la actualidad la ermita de la Virgen de las Nieves. 
Después de la muerte de la Madruga, en el año 1486, las disputas de sucesión por su legado hacen que el protagonismo de esta familia se desvanezca.

### SigloXVI
En 1518 a causa de la política de pacificación de la Corona española se desmantelaron torres y fortificaciones pero se mantuvo la torre de Sotomayor en pie por ser un castillo estratégico para la defensa de la frontera con Portugal. La altura de la torre, sin embargo, fue modificada por orden de los Reyes Católicos para castigar a Pedro Álvarez de Sotomayor. En 1525 una Real Cédula crea el mayorazgo de Sotomayor.

### SigloXVIII
Los problemas sucesorios no se resolvieron hasta que en 1795 la Cancillería de Valladolid tras un largo pleito resolvió el conflicto fallando a favor de Benito Fernando Correa de Soutomayor, IV marqués de Mos, pero el castillo continuó su proceso decadente hacia la ruina. La Torre del Homenaje estaba en parte desplomada y en la muralla faltaban bloques de piedra que habían sido expoliados. Las tejas, las cubiertas y la carpintería estaban muy deterioradas.

### SigloXIX, nueva vida como palacio residencial
En 1809 las tropas francesas incendian el palacio de Santa Eulalia de Mos destruyen el archivo de los Sotomayor. A la destrucción de información histórica se suma la decadencia del castillo sin embargo en 1869 se inicia una "nueva vida" vida para el edificio. 

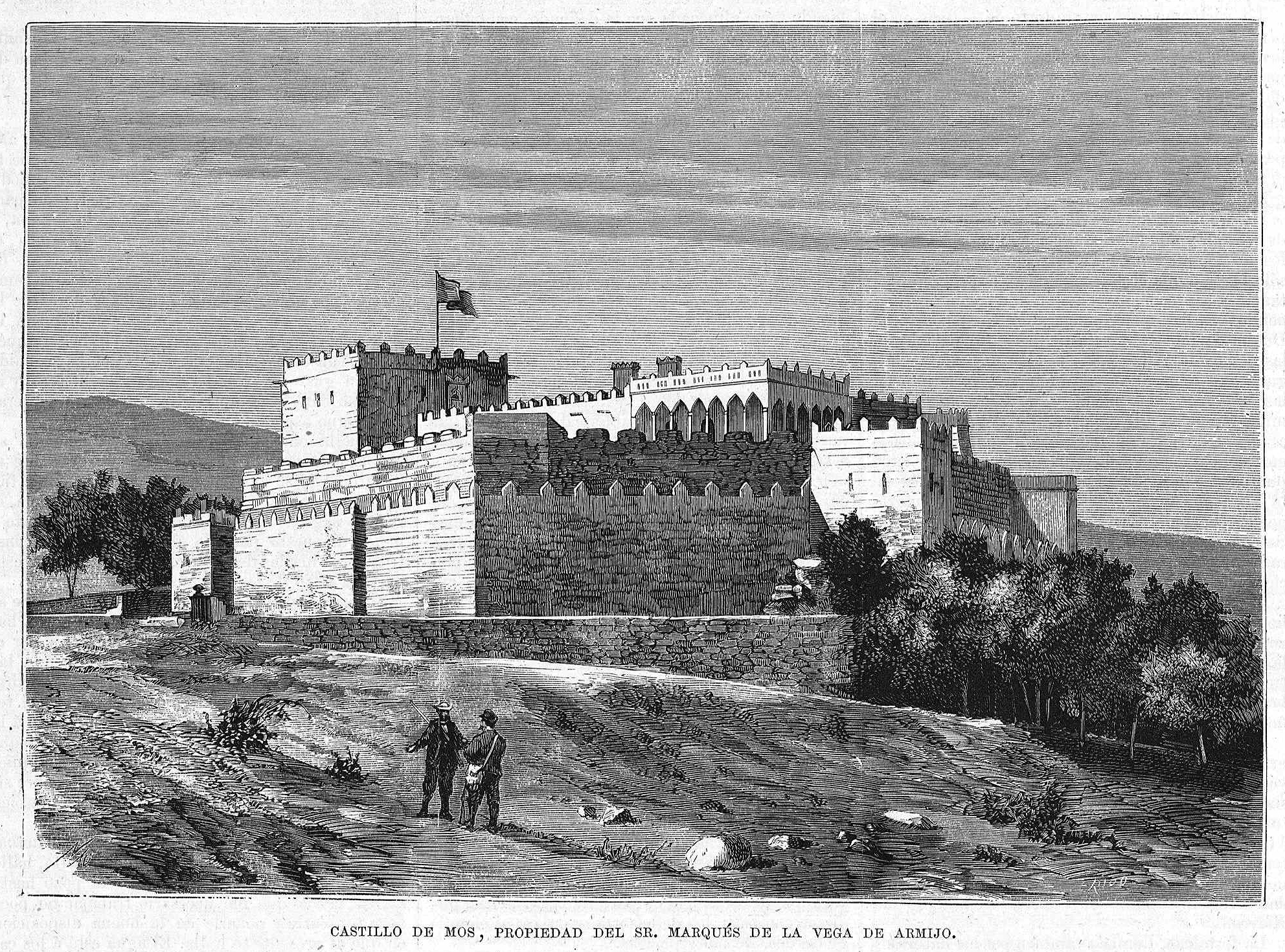
«Castillo de Mos, propiedad del Sr. Marqués de la Vega de Armijo» (El Campo, 1877)

El heredero del castillo, Antonio Aguilar y Correa, nieto de Benito Fernando Correa, VIII marqués de la Vega de Armijo y VI marqués de Mos y su esposa Zenobia Vinyals con quien se había casado en 1867, procedieron a su restauración transformándolo en un palacio de residencia de verano con la estructura que conserva en la actualidad. Se restauró la torre del homenaje, donde se acondicionó una biblioteca, se instalaron cañerías y se arregló el interior como vivienda. Acentuando su pasado medieval lo remodelaron con una estética neogótica vinculada con el Romanticismo. 
También construyeron los jardines a semejanza de los que habían conocido en Francia. El marqués de Vega Armijo fue un destacado político que llegó a ser ministro de Estado y presidente del Congreso además de presidir las reales academias de Historia y de Ciencias Morales y Políticas, recibía en el palacio frecuencia ilustres visitas del mundo social, político y cultural. Entre estos ilustres visitantes estuvo en tres ocasiones el rey Alfonso XII. En el círculo de amistades de los marqueses no faltaron los artistas plásticos que visitaban con frecuencia el castillo, entre ellos los pintores Rafael Chacón y Joaquín Sorolla quien retrató a María en una o dos ocasiones aunque se desconoce dónde están los cuadros, o el escultor Mariano Benlliure.
En la capilla del castillo están enterrados los restos de Zenobia Vinyals, que murió el 12 de abril de 1891.

#### María Vinyals (1902-1917)

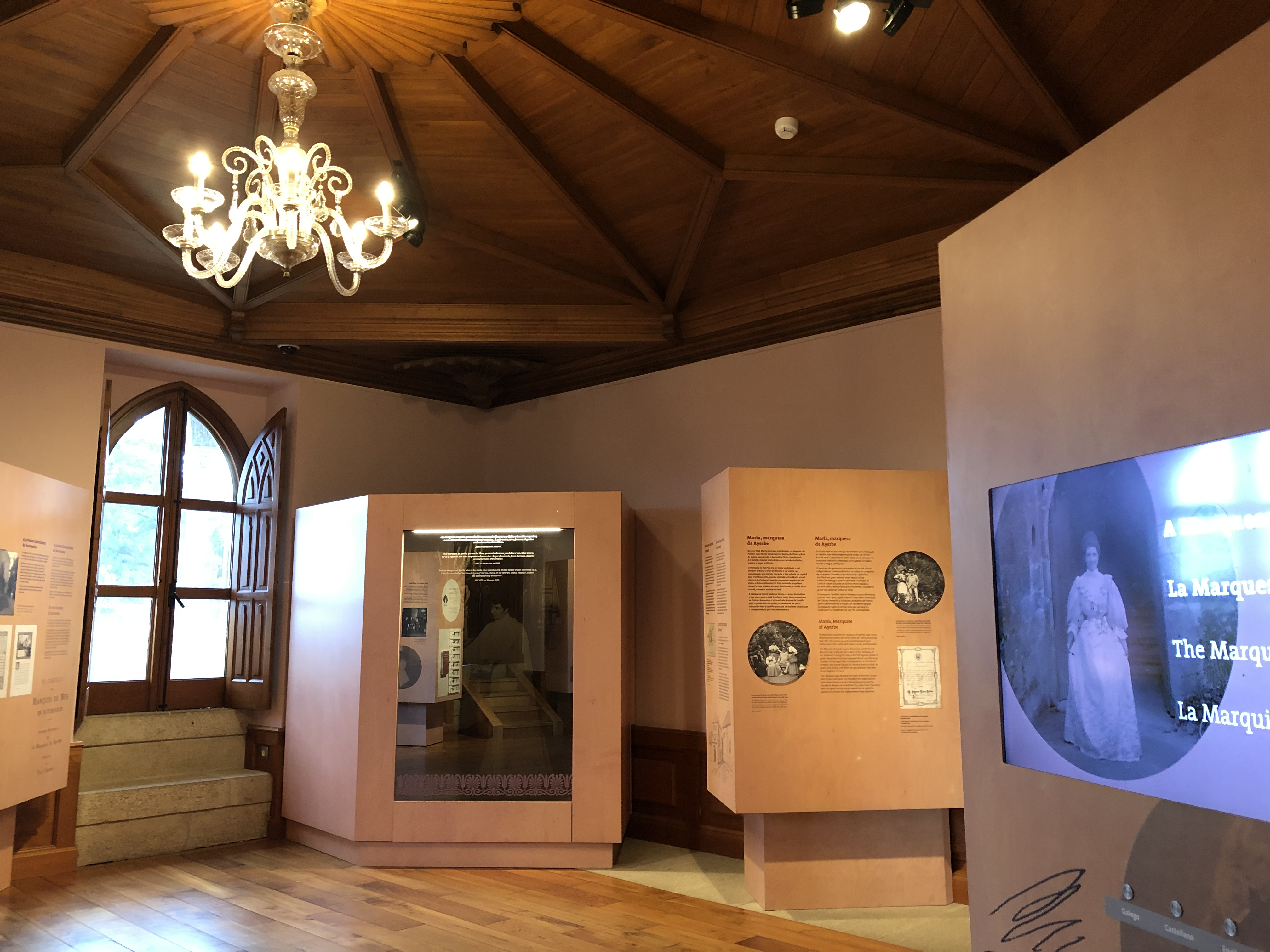
Sala dedicada a María Vinyals en el castillo de Sotomayor (2019)

En 1908 el castillo pasó a manos de María Vinyals y Ferrés (1875-1940) marquesa de Ayerbe, escritora, activista social y precursora del feminismo en Galicia, popularmente conocida como la Marquesa Roja. Sobrina de los marqueses de la Vega de Armijo, María Vinyals estaba considerada como una hija adoptiva para ellos que no tuvieron descendencia. Había nacido en el castillo y allí pasó todos los veranos hasta 1917. Desde muy joven fue una mujer polifacética interesada por la literatura, la historia, el dibujo y la fotografía. Se inició en la pintura con Joaquina Serrano y llegó a exponer su obra en las exposiciones nacionales de Bellas Artes de Madrid en los años 1890 y 1895. También destacó en el campo de la literatura.
En la capilla del castillo celebró su primer matrimonio con Juan María Jordán de Urríes y Ruiz de Arana, VI marqués de Ayerbe, quien murió en mayo de 1908, un mes antes que su tío, de quien heredó el castillo.
En 1904 publicó el libro El castillo del marques de Mos en Sotomayor. Apuntes históricos por la marquesa de Ayerbe" el primer estudio conocido sobre la historia del castillo, ilustrado por el pintor valenciano José Garnelo que dedicó a la memoria de su tía Zenobia muerta en 1891. También escribió una novela autobiográfica titulada "Rebelión".

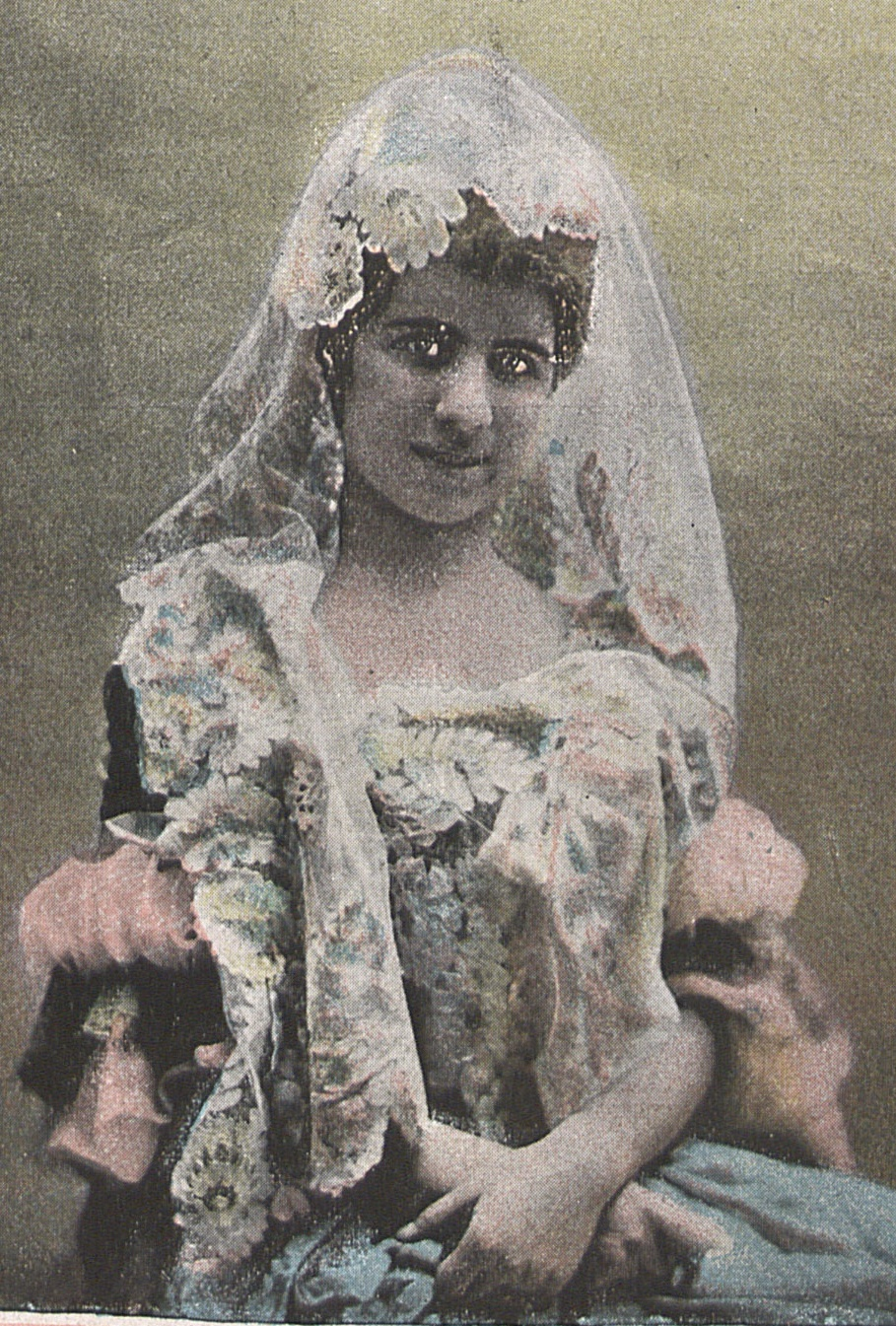
María Vinyals, marquesa de Ayerbe

También dedicó su tiempo a causas feministas. En los años 1905 y 1906 fundó la Junta Americana de Cultura Femenina y la Escuela de Madres de Familia para la protección de la mujer con el objetivo de apoyar la educación de las mujeres para que alcanzaran la independencia. Entre sus amistades estaban descatadas mujeres de su época como Emilia Pardo Bazán o Carmen de Burgos y convirtió el castillo en lugar de encuentro entre artistas de diferentes disciplinas.
Tras enviudar, en 1909, María se casó con Enrique Lluria Despau, un prestigioso urólogo cubano que estudió en La Habana, Barcelona, Madrid y París, ayudante de Santiago Ramón y Cajal y en 1910 establecieron su residencia permanente en el castillo de Sotomayor donde vivieron siete años con sus hijos Roger y María Teresa, hija de su segundo marido. El 15 de julio de 1913 inauguran el Hotel Sanatorio de Lluria ubicado en la zona de los jardines donde tratarán diferentes enfermedades. También construyeron una serrería mecánica y una quesería que dirigía María. 
En 1917 junto a su marido se afilió al Partido Socialista Obrero Español y se sabe que Pablo Iglesias estuvo de visita en el castillo. Su activismo político le generó algunos problemas. El 17 de agosto de 1917 se produjo un registro en el castillo en busca de un dirigente sindical de la UGT y se vieron envueltos en una supuesta detención por su implicación en la huelga general revolucionaria de agosto del mismo año. 
En octubre de 1917, ella y su marido, con deudas y acusados de intrigas políticas, perdieron sus propiedades en una subasta pública.

### SigloXX(1919 - 1987)

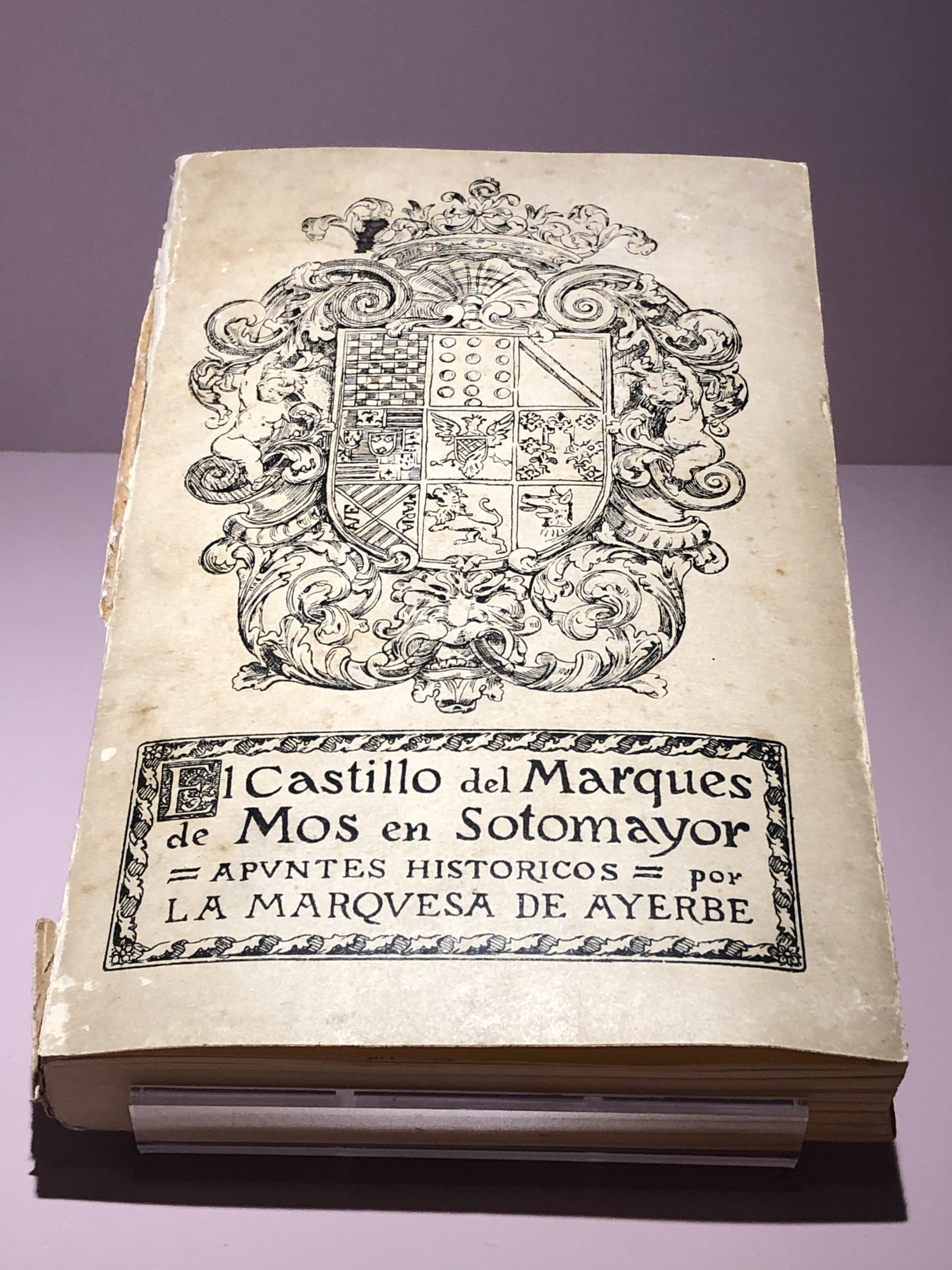
Ejemplar del libro de María Vinyals sobre la historia del Castillo de Sotomayor expuesto en el museo del castillo

En 1919 el castillo fue comprado en subasta pública por Alberto Dopazo y Segade vecino de Vilagarcía de Arousa quien lo adquirió por 20.000 pesetas y en 1935 fue adquirido por Eugenio Carlos de Hostos y de Ayala, militar de origen puertorriqueño quien comenzó la recuperación del jardín e introduce nuevas especies de plantas.
En 1982 el castillo y la finca fueron adquiridos por la Diputación Foral de Pontevedra que llevó a cabo nuevas tareas de restauración completadas en 1987.

### SigloXXI
En 2010 se realizó una nueva intervención arqueológica. En mayo de 2018, tras un proceso de musealización dirigido por el arqueólogo Diego Piay Augusto, el castillo reabrió las puertas como museo.
Desde 2016 el castillo es sede de la Escola da Igualdade María Vinyals impulsada por la Diputación de Pontevedra.

## El castillo y su evolución

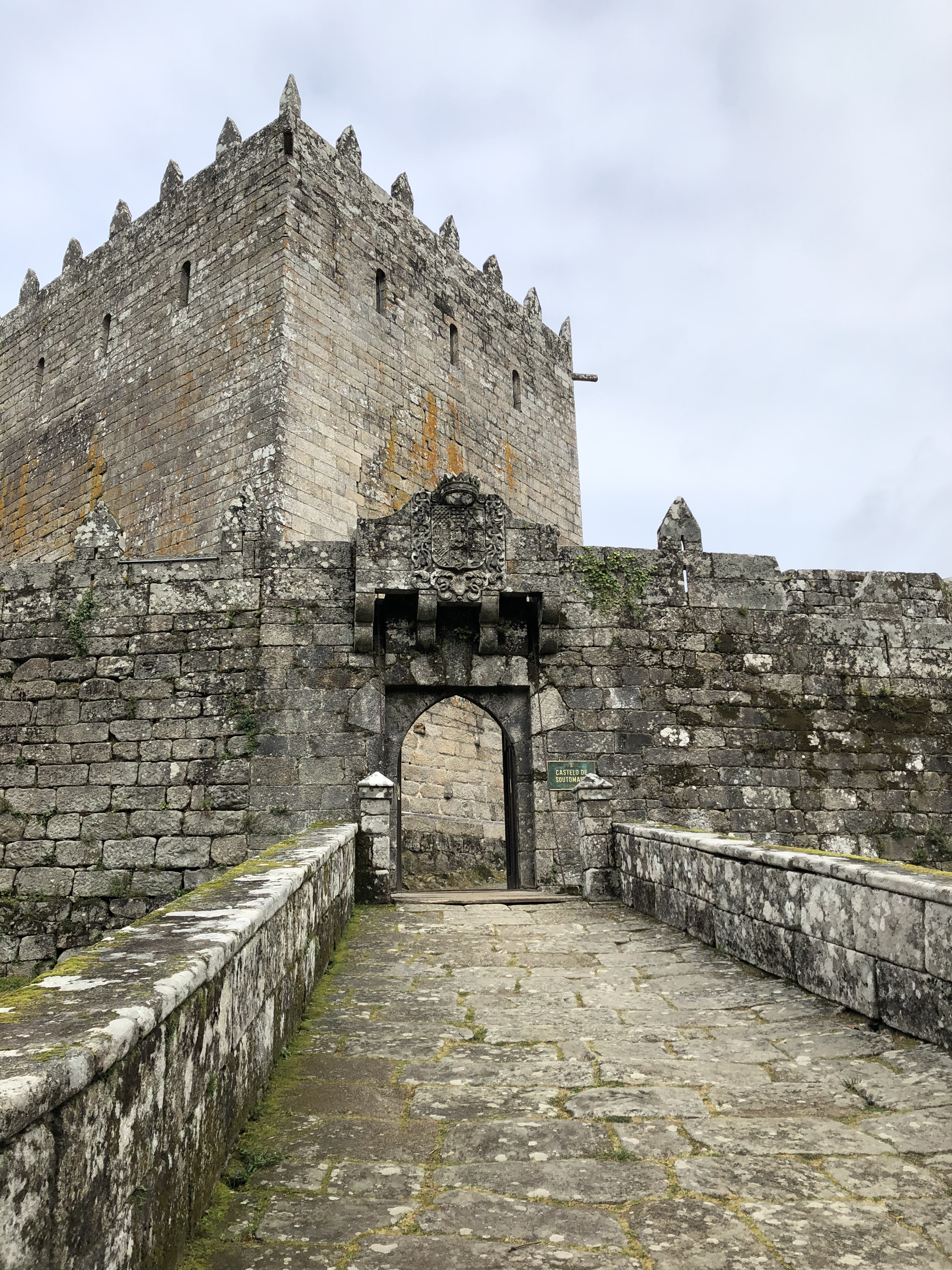
Entrada principal al castillo y puente de piedra

Se desconoce si se construyó sobre en un edificio anterior, pero hay elementos que así lo indicarían, como el tipo de aguja en la torre principal, donde hay pequeños candados muy erosionados e irregulares, superpuestos en la cuerda y la hoja, la misma técnica que fue utilizada en las torres de la frontera portuguesa de comienzos y finales del siglo XII. La primera construcción consistía en una austera torre vigía que probablemente se amplió con la construcción de otra torre y de una muralla que las unía.

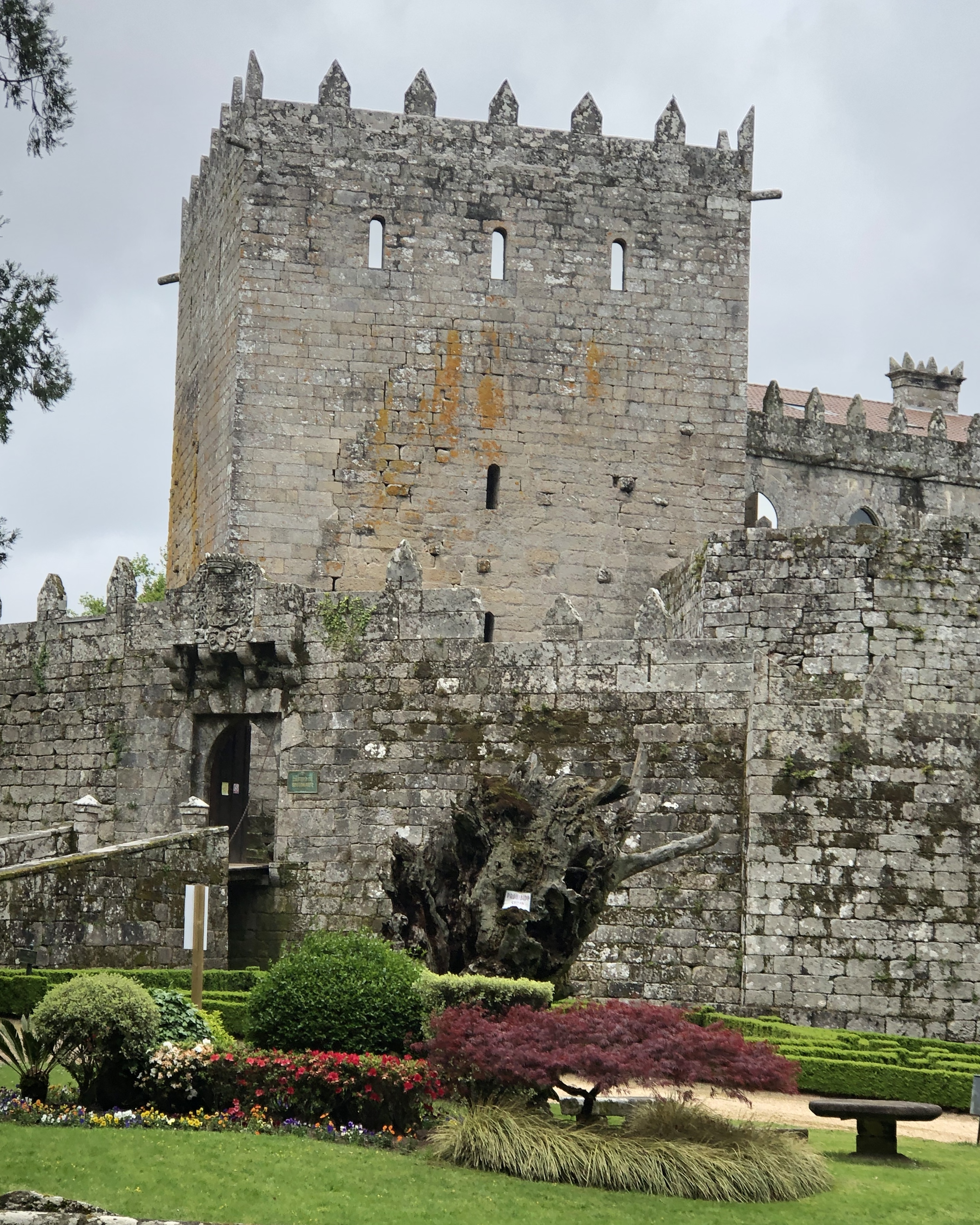
Torre del Homenaje en el Castillo de Sotomayor

### Torre del Homenaje
Es la zona más antigua del castillo y el elemento principal. A lo largo de la historia ha sufrido varias destrucciones y reparaciones. La altura de la torre sin embargo fue modificada por orden de los Reyes Católicos para castigar a Pedro Álvarez de Sotomayor.

### Torre del Conde
Construida simultáneamente a la muralla exterior en el siglo XV para defender el acceso original al castillo. Durante la residencia del marqués de la Vega de Armijo se utilizó como biblioteca.

### Foso
El castillo tenía en origen un puente levadizo para salvar el foso construido entre los siglos XVI y XVII. Este puente levadizo se convirtió en puente de piedra que conduce a la puerta de entrada presidida por el escudo de los marqueses de Mos.

### Las murallas
La construcción tiene un doble perímetro amurallado con una planta irregular y ovalada que se adapta a la tierra en la que se encuentra. Fue en la segunda mitad del siglo XV cuando el castillo adquiere su aspecto defensivo.
La primera muralla tiene dos puertas: la del sur, utilizada en la actualidad y que conserva el escudo de armas del Marqués de Mos, y la del norte, puerta principal primitiva con el escudo de armas de la familia Soutomaior y Zúñiga. 
En el siglo XV, en el patio de armas, se entrenaban las tropas de Pedro Madruga.
La revuelta de Irmandiña dañó seriamente el castillo, por lo que tuvo que ser reformado. Fue en estos momentos cuando se dibuja el segundo cinturón amurallado (no se sabe si reemplaza a otro anterior), que se construiría ex novo, ya que no aparecen restos anteriores. Presenta novedades constructivas como los rayos, testigos de la comunicación del pasaje de la guardia, hoy en día tapiadas. 
En las reformas de finales del siglo XIX se construye la mayor parte de los parapetos y pliegues del recinto exterior, así como largueros y gárgolas que terminan fuera de las paredes. 
El edificio principal conserva la primitiva torre del homenaje. De estructura rectangular con casi 150 metros cuadrados de planta y 15 metros de altura y muros con un espesor, en algunos lugares, de más de 3 metros y medio. Se compone de varias plantas teniendo la entrada principal en la primera planta donde se encontraba el puente elevador original. 

### El palacio

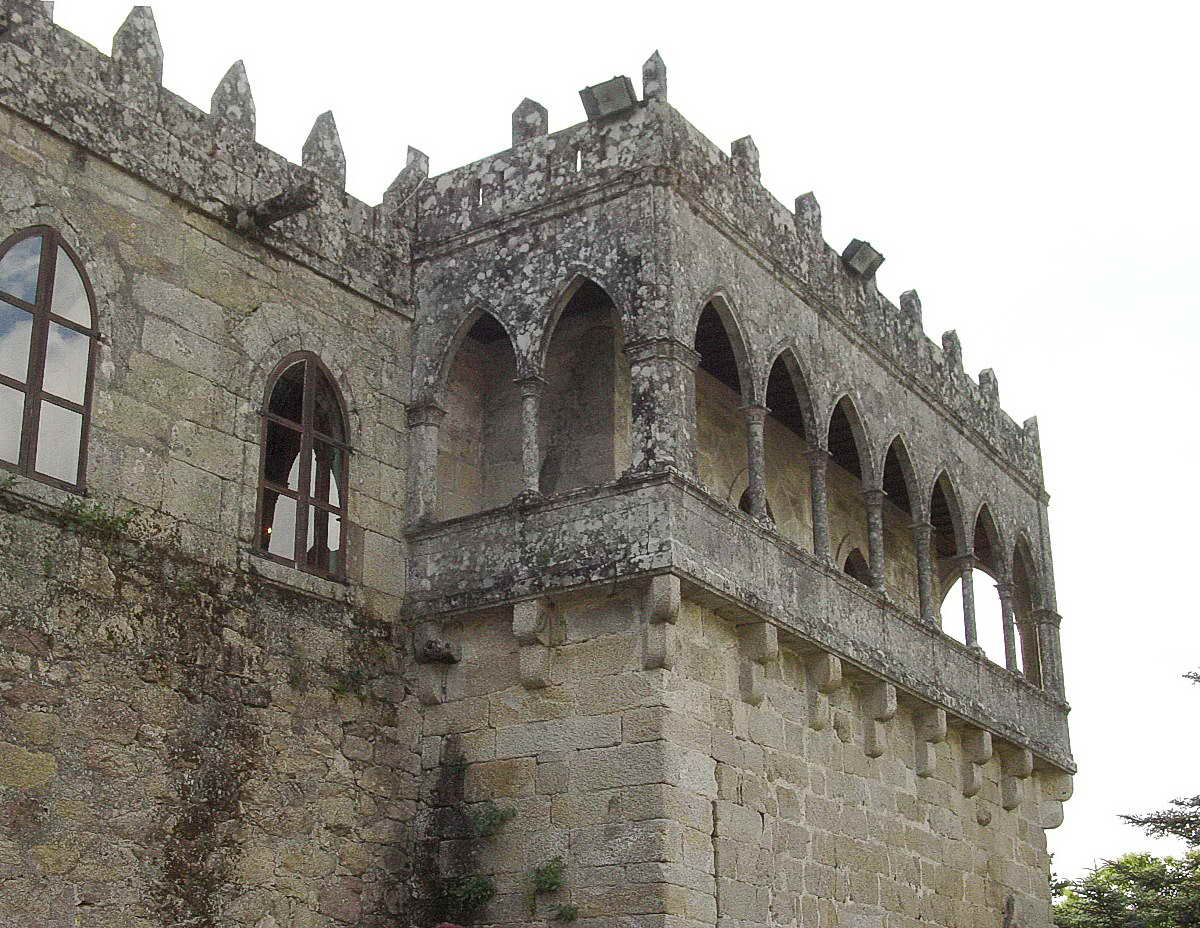
Galería de las Damas

El palacio, vinculado a la Torre del tributo, se extiende hacia el norte hasta una segunda torre del siglo XV en la que se conservan sus primitivos pedestales. 
Es el resultado de la reconstrucción y los trabajos llevados a cabo por los Marqueses de la Vega de Armijo que adquirieron el castillo en 1870. Las obras siguieron el estilo historicista en boga en ese momento, configurándose como un palacio neogótico. 
Galerías y puertas con arcos ovoides se abren al exterior. En el interior, se construyeron nuevas escaleras, una capilla, salones con techos de madera y chimeneas. 

### Galería de las Damas
Entre las transformaciones realizadas por los marqueses la más destacada es la construcción de una galería neogótica conocida como "Galería de las Damas" que se abre al patio de armas. Se utilizan arcos ojivales y nuevas columnas de piedras sustituyendo una galería que ya existía previamente construida parcialmente en madera y sostenida por estacas.
En el salón había una chimenea con pinturas, tapices y exquisito mobiliario presidido por un gran cuadro del marqués con su sobrina María Vinyals. 

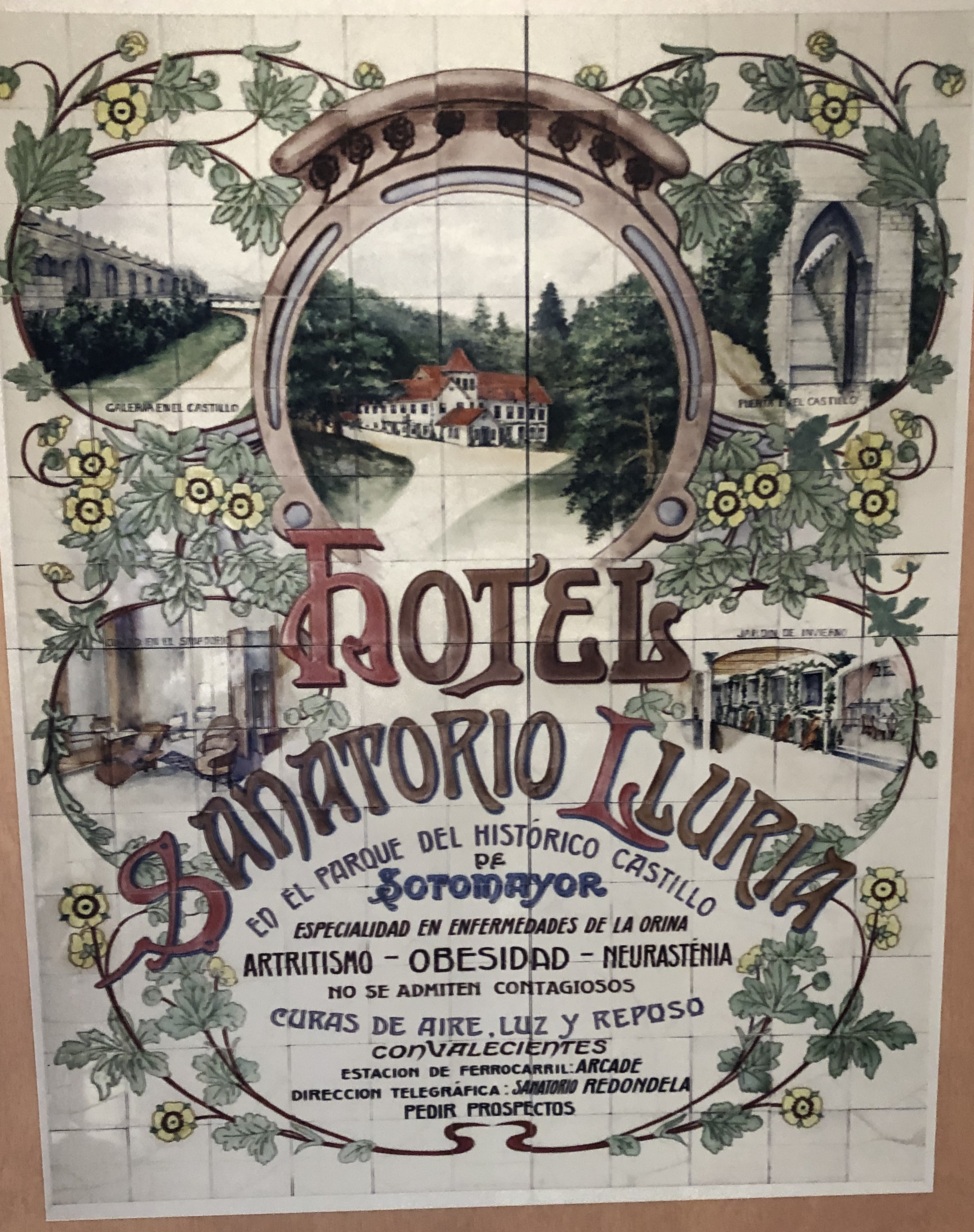
Cartel de publicidad del Sanatorio de Lluria en 2013

También se construyó una capilla neogótica con las puertas de nogal esculpidas con la talla de San Pedro y San Pablo. En el altar había un lienzo del pintor Casto Plasencia, copia de una obra de Murillo.

### Hotel Sanatorio de Lluria
El 15 de julio de 1913 se inauguró el Hotel Sanatorio de Lluria construido en el jardín del castillo en el que según un cartel de la época realizaban curas de "aire, luz y reposo" con tratamientos especiales en "enfermedades de la orina, artritismo, obsesidad y neurasténia". Al frente del sanatorio estaba el urólogo Enrique Lluria, segundo esposo de María Vinyals, dueña del castillo entre 1908 y 1917. En la actualidad el edificio del alberga el Hotel-Posada de Sotomayor.

### Los jardines
En 1870 los marqueses de la Vega de Armijo arreglaron y embellecieron los alrededores del castillo, convirtiendo algunos de los campos de maíz existentes en jardines diseñados a semejanza de los construidos en Francia en la época.
También se construyó un pabellón para albergar a los huéspedes solteros, ya que sólo las señoras o los señores desposados podían pernoctar en el castillo. Entre la vegetación también se construyó un cenador, glorietas e incluso un teatrillo en el que se representaban algunas obras. Una plaza de castaños centenarios daba la bienvenida a los invitados.

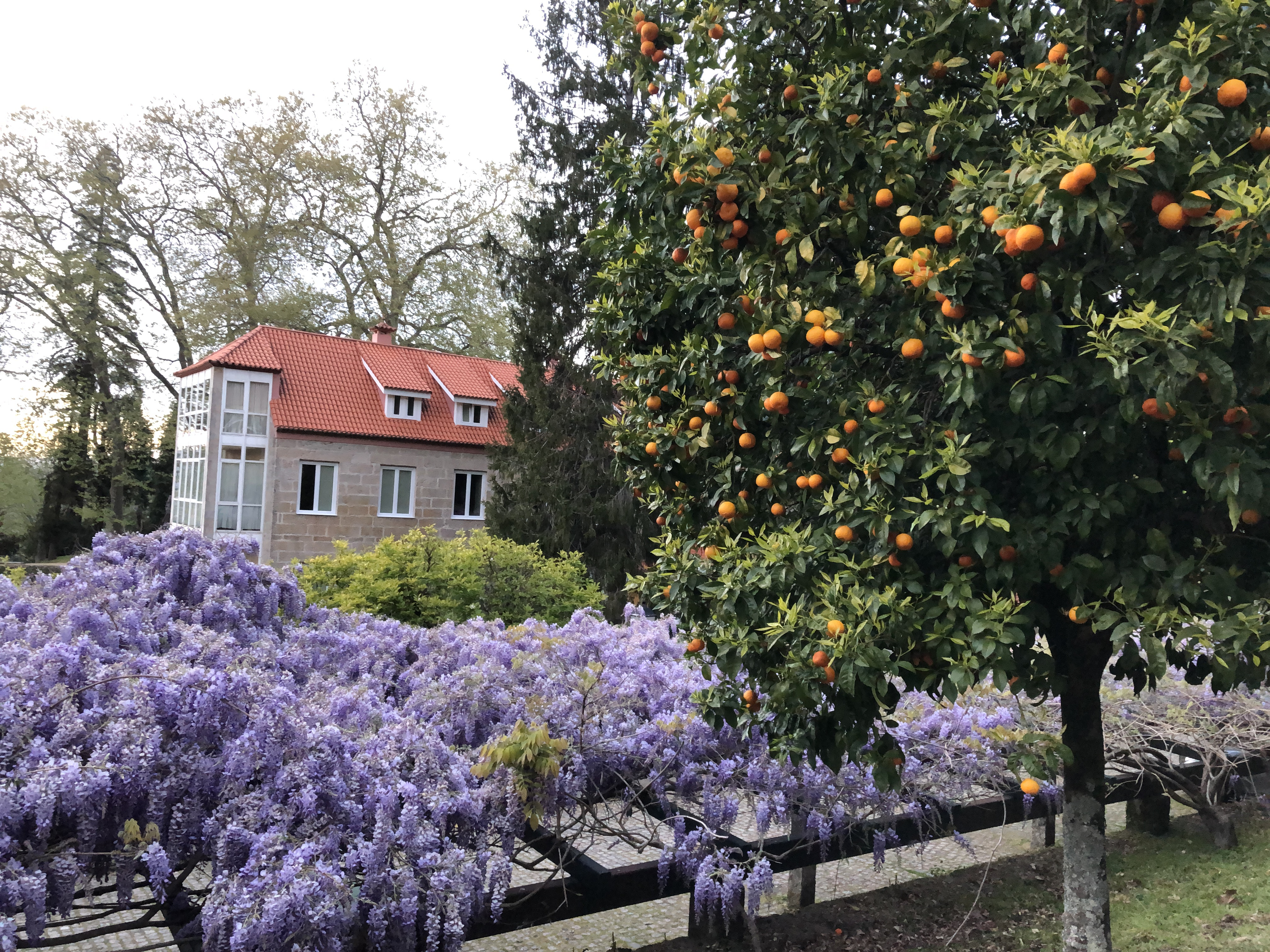
Exteriores del Castillo de Sotomayor

En la actualidad los jardines guardan todavía muchos recuerdos de sus inquilinos, entre ellos la Fuente de la Marquesa, de dos caños y el Estanque da Ría frente a la entrada principal del castillo con la forma de la ría de Vigo, que se utilizaba como piscina.
Con una extensión de unos 15 700 m² en el jardín pueden encontrarse 175 especies arbóreas diferentes como cedros del Líbano , eucaliptos, abies y picea, palmeras , camelias (incluyendo un ejemplar de japónica más voluminoso de Galicia), castaños, naranjales, magnolias, plátanos, acebo, ciprés ( Cupressus spp.), abeto de douglas ( Pseudotsuga menzieslii ), criptomeria o cedro japonés ( Cryptomeria japonica ), ciprés de Lawson ( Chamaecyparis lawsoniana ), cedro de incienso de California ( Calocedrus Recurrens ), robles , Araucarias y secoyas , que incluyen doce especímenes del Catálogo de árboles de Galícia y una multitud de especies de helechos o plantas con flores como la hortensia. 

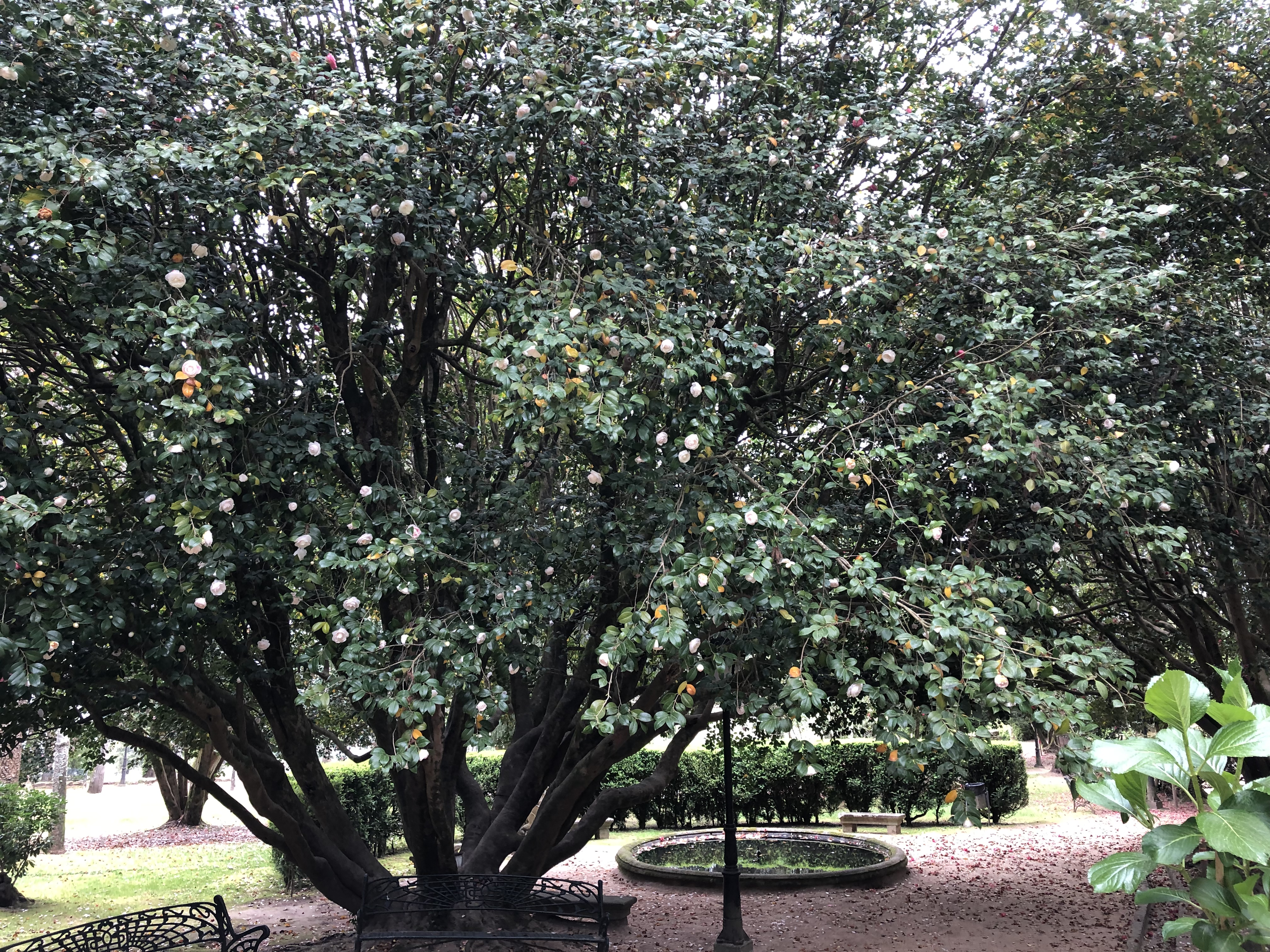
Camelio centenario en el jardín del castillo de Sotomayor

También existe un viñedo de cultivo planificado con vocación de jardín.

### Camelias
Los jardines de Sotomayor albergan una importante colección de camelios centenarios con más de 300 ejemplares de 22 especies diferentes fue pionero en la difusión en Galicia de esta flor de origen oriental.
El 9 de febrero de 2012 la Sociedad Internacional de la Camelia, durante la Conferencia Internacional de la Camelia celebrada en Chuxiong (China) declaró al parque botánico "Jardín de Excelencia Internacional", siendo el único en España. En Europa solo hay seis más.

## Situación actual
El castillo a pesar de las numerosas reformas realizadas, conserva su carácter medieval.

### Museo del Castillo de Soutomaior
En mayo de 2018 el castillo se reinauguró como museo gestionado por la Diputación de Pontevedra. En las diferentes salas se recoge la historia del castillo desde su origen hasta la actualidad con paneles interactivos, recupera la historia del poderoso noble del siglo XV Pedro Madruga, transita por el linaje de Sotomayor, uno de los más antiguos de Galicia, recupera los momentos en los que la fortaleza medieval pasó a ser palacio residencial transformándose en el siglo XIX en residencia veraniega de los Marqueses de la Vega de Armijo. Entre las salas temáticas se encuentra la exposición "María Vinyals: aires progresistas en el castillo" recordando la historia de esta activista social precursora del feminismo. También se recuperan acontecimientos clave de la historia de la Galicia medieval como la revuelta Irmandiña y desarrolla la teoría de la supuesta relación entre Cristóbal Colón y los Sotomayor. El museo está especialmente preparado para visitas escolares y ha editado una guía didáctica para el profesorado.

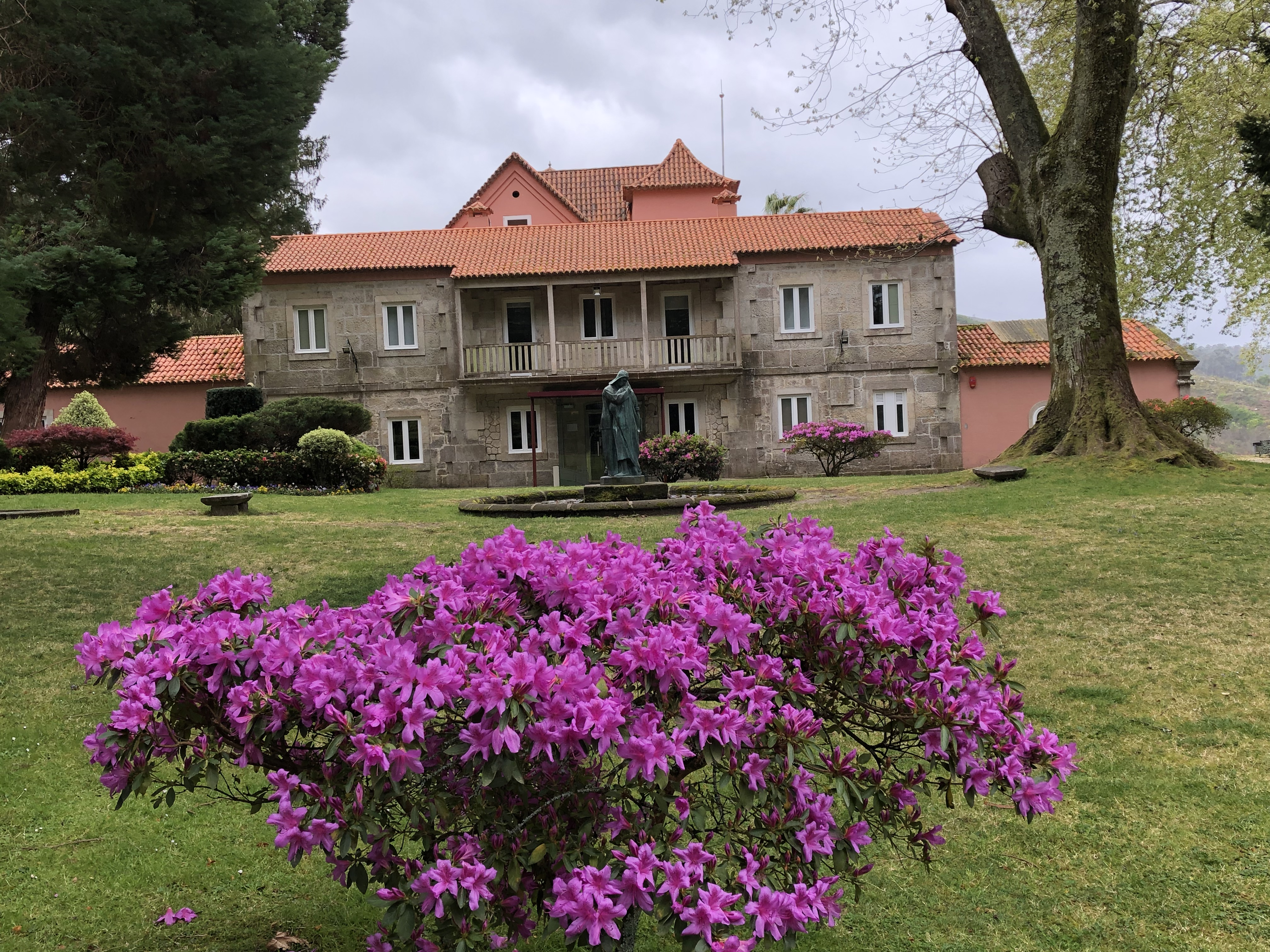
Fachada de la Posada del Castillo de Sotomayor

### Posada del Castillo de Soutomaior
En el recinto se encuentra la Posada del Castillo de Soutomaior, de tres estrellas, inaugurada en 1998, ubicada en el edificio que en 1913 albergaba el Hotel Sanatorio de Lluria.